# Hautes-Duyes
Hautes-Duyes ist eine südfranzösische Gemeinde  mit 50 Einwohnern (Stand 1. Januar 2022) im Département Alpes-de-Haute-Provence in der Region Provence-Alpes-Côte d’Azur. Sie gehört zum Arrondissement Digne-les-Bains und zum Kanton Digne-les-Bains-1. Die Bewohner nennen sich die Duyens.

## Geografie
Die angrenzenden Gemeinden sind Authon im Norden, La Robine-sur-Galabre im Osten, Thoard im Süden und Le Castellard-Mélan.
750 Hektar der Gemeindegemarkung sind bewaldet.

### Erhebungen
- Les rochers de Guéruen
- Crête de la Fubie

## Bevölkerungsentwicklung
| Jahr      | 1962 | 1968 | 1975 | 1982 | 1990 | 1999 | 2008 | 2012 |
| --------- | ---- | ---- | ---- | ---- | ---- | ---- | ---- | ---- |
| Einwohner | 50   | 48   | 38   | 33   | 29   | 27   | 32   | 40   |